# Tågnummer
Tågnummer identifierar varje unik färd som körs på de banor som har gemensam trafikplanering. Ett tågnummer karakteriseras av att ha en fast start- och slutpunkt samt gå i en riktning. Den kan gå alla dagar, vissa veckodagar eller vissa datum och avser vanligen det vi i Sverige kallar tågfärd. Se även växling och spärrfärd.
Olika kodifieringsprinciper förekommer i världen. Bl.a.:
- Rent löpnummer eller bokstavsföljd.
- Löpnummer med en eller flera serier för varje operatör. Tillämpas i Sverige.
- En kod som anger operatören följt av ett löpnummer. Jfr. "flightnummer" som styrs av IATA.
- En kod för en trafikerad linje följt av ett turnummer. Vanligt i kollektivtrafik med buss, spårvagn eller tunnelbana.

Tågnumren fastställes i samband med att ett tågläge tilldelas i planeringsprocessen.

## Sverige
Trafikplaneringen i Sverige utförs av Trafikverket på uppdrag av Transportstyrelsen. Varje tågoperatör tilldelas en egen nummerserie. När en tågoperatör vill trafikera en sträcka så lämnas en begäran om tågläge in. Där anges avgångsstation och ankomststation. Önskad avgångs- och ankomsttid, vilka veckodagar som gäller samt vid behov de datum då trafiken införs eller upphör. Vidare vilken typ av tåg det gäller.
Trafikverket försöker sedan tillmötesgå önskemålen. Men tågmöten och prioriteringar (typ av tåg) kan ge vissa justeringar. Denna huvudplanering sker årsvis och resultatet blir en tilldelning av tågnummer med tillhörande tidtabell. Under året sker sedan mindre omplaneringar. Det kan införas extratåg, varför det finns en daglig planering. Sedan är det ofta nödvändigt att frångå planeringen och snabbt göra improviseringar. Det görs om tåg är sena och måste finna en ny tid för passage.
Trafikverket utger även grafiska tidsplaner för varje bana. Grafiken är tvådimensionell: I Y-riktningen listas alla stationer under varandra. Avståndet mellan raderna beror lite på avståndet mellan stationerna. I X-riktningen åt höger står tiden för dygnets alla timmar och markering varannan minut. Av praktiska skäl är planen uppdelad i flera ark med till exempel 2, 4 , 6, 8 eller 12 timmars utrymme vardera. För varje tågnummer är en kurva inritad som grafiskt visar hur tåget förflyttar sig över tiden. Udda tågnummer går snett nedåt höger (riktning nedåt, normalt söderut). Jämna tågnummer går snett uppåt till höger (riktning uppåt, normalt norrut). Väntan vid möten och omkörningar framgår genom att kurvan går horisontellt vid vissa stationer.

## Utlandet
Större delen av Europa har ett liknande system med tågnummer som Sverige.
För gränsöverskridande tåg finns gemensamma nummer. För gränsöverskridande fjärr- och nattåg finns särskilda nummer som ofta inte används till några andra tåg. EuroCity har mestadels nummer 1-300. I Sverige används dessa nummer till andra tåg.
Storbritannien har ett eget system. Det är en siffra för typ av tågtur, en bokstav för region turen avslutas i, och två siffror för tåget. Lokaltåg har inte individuella nummer utan endast tågnummer efter dess rutt.
Även Ryssland, Vitryssland och Ukraina har bokstäver i tågnumren.